# Sebastian Sobieski
Sebastian Sobieski (ur. ok. 1552, zm. 9 października 1614 roku) – chorąży wielki koronny od 1596 roku, starosta rosicki, starosta bolesławski w 1611 roku.
Syn Jana Sobieskiego i Katarzyny Gdeszyńskiej, brat wojewody lubelskiego Marka Sobieskiego.

## Życiorys
W 1576 przybył na dwór króla polskiego Stefana Batorego. W kolejnej wolnej elekcji stanął po stronie królewicza szwedzkiego Zygmunta. Prawdopodobnie dał temu wyraz, broniąc Krakowa przed zwolennikami Maksymiliana Habsburga i walcząc w bitwie pod Byczyną w 1588. W latach 1593–1594 i 1598 uczestniczył w podróżach Zygmunta III Wazy do Szwecji. Od 1596 pełnił urząd chorążego nadwornego koronnego. 7 października 1606 roku podpisał ugodę pod Janowcem. Był posłem województwa lubelskiego na sejmy lat 1603, 1606, 1609 i sejm zwyczajny 1613 roku. Poseł na sejm nadzwyczajny 1613 roku z województwa ruskiego. Poparł króla w czasie rokoszu sandomierskiego, będąc inicjatorem zjazdu regalistycznego w Lublinie w czerwcu 1607, a także walcząc na czele prywatnego pocztu w bitwie z rokoszanami pod Guzowem. W latach 1609–1611 brał udział w wyprawie na Smoleńsk, zakończonej jego zdobyciem.
Podobnie jak brat przeszedł z kalwinizmu na katolicyzm.
Żoną Sebastiana Sobieskiego była Anna z Więchocka Zebrzydowska. Z małżeństwa z nią pochodziło troje dzieci:
- Tomasz – zmarły młodo i bezpotomnie,
- Stefan (zm. 1660) – jezuita,
- Zofia Konstancja – żona starosty mirachowskiego Zygmunta Szczepańskiego.

## Epitafium
Przy wejściu do kościoła pobernardyńskiego na ul. Klasztornej w Tykocinie umieszczone jest dwupłytowe epitafium Sebastiana Sobieskiego.
Na pierwszej z płyt znajduje się napis:

Sebastianowi Sobieskiemu, chorążemu koronnemu, Bogusławskiemu i rosickiemu staroście, którego jeśli znałeś pomodliwszy się odejdź, jeśli nie znałeś posłuchaj: pierwszą młodość u króla Stefana strawił, pozostały wiek Zygmuntowi III w pokoju i wojnie poświęcił. Zmarł w roku 1614 dnia 9 października.

na drugiej:

Tak wielki mąż dla obydwu władców wśród niewielu miły, cnotą do naśladowania dzieciom, fortunę lepszą ku pragnieniu zostawił, godzien dłuższego życia, gdyby cnota godniejszą nie była nieba. Tam nagrodę, tu sławę tylko ma. Anna Zebrzydowska, małżonka P.M.